# Pseudorhadinorhynchus pseudaspii
Pseudorhadinorhynchus pseudaspii är en hakmaskart som beskrevs av Achmerov, et al 1941. Pseudorhadinorhynchus pseudaspii ingår i släktet Pseudorhadinorhynchus och familjen Illiosentidae. Inga underarter finns listade i Catalogue of Life.